# تپه کر
تپه کر مربوط به دوره ساسانیان است و در شهرستان دشتستان، بخش ارم، دهستان ارم، زمینهای کشاورزی حسین شریفی، روستای مورد خیر واقع شده و این اثر در تاریخ ۲۸ اسفند ۱۳۸۵ با شمارهٔ ثبت ۱۸۷۳۰ به‌عنوان یکی از آثار ملی ایران به ثبت رسیده است.